# Conducteur désigné

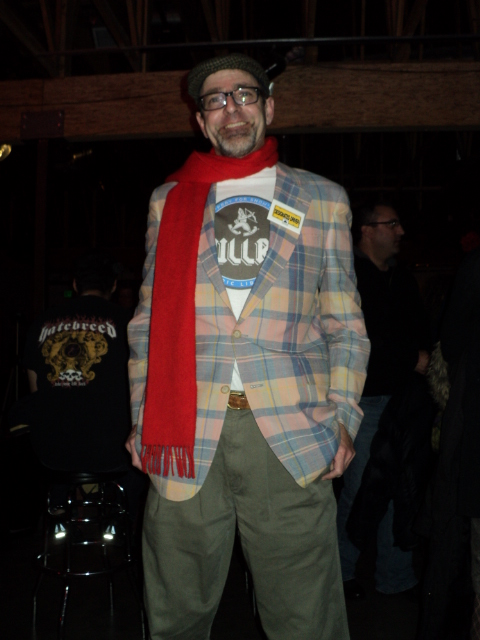
Un conducteur désigné au nouvel an en 2011

Le conducteur désigné est la personne qui, dans un groupe se déplaçant en automobile pour aller consommer de l'alcool, promet de rester sobre et de conduire au retour.
Les campagnes de promotion du conducteur désigné s'appellent Capitaine de soirée ou Sam, celui qui conduit c'est celui qui ne boit pas en France, ou encore Bob en Belgique (« Bewust onbeschonken bestuurder », Conducteur non alcoolisé conscient en néerlandais), Raoul au Luxembourg ou l'Ange en Suisse.
Sam est également l'acronyme de « sans accident mortel ».
Certaines associations de jeunes et des associations de prévention interviennent directement auprès des clients de discothèques, bars ou fêtes étudiantes pour qu'ils choisissent leur conducteur désigné.